# Remøy
Remøy is een plaats in de Noorse gemeente Herøy, provincie Møre og Romsdal. Remøy telt 359 inwoners (2007) en heeft een oppervlakte van 0,53 km².